# Saint-Sauveur-Camprieu
Saint-Sauveur-Camprieu ist eine Gemeinde mit 212 Einwohnern (Stand 1. Januar 2022) im französischen Département Gard.

## Geographie
Saint-Sauveur-Camprieu liegt im Westen des Departements Gard. Die Ortschaft liegt in den Cevennen im Tal des Trèvezel, in der Nähe des Mont Aigoual. Die Durchgangshöhle Abîme de Bramabiau, aus der sich der Fluss Bramabiau ergießt, liegt auf dem Gebiet der Gemeinde.

## Einwohner

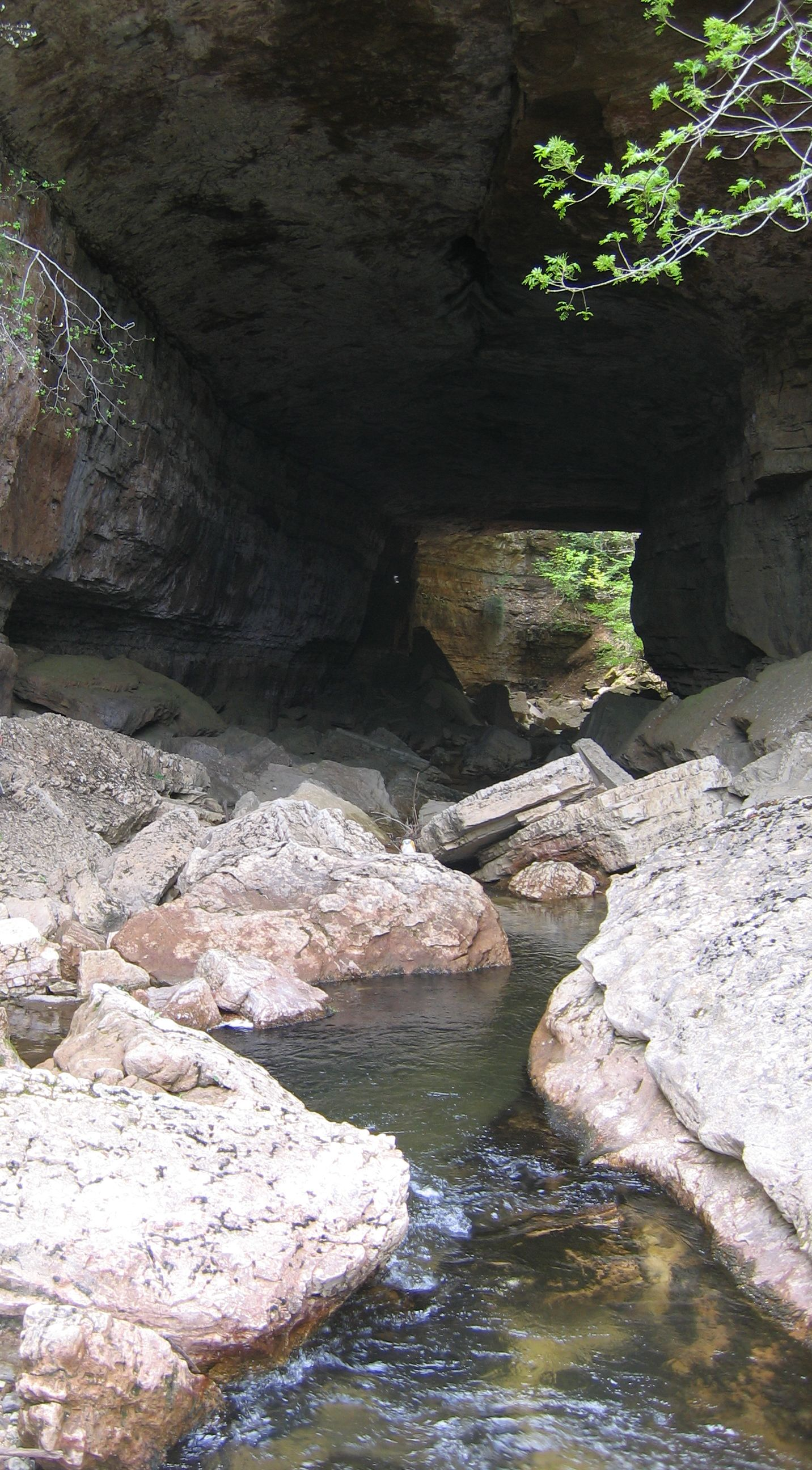
Abîme de Bramabiau

| Jahr      | 1962 | 1968 | 1975 | 1982 | 1990 | 1999 | 2008 | 2017 |
| --------- | ---- | ---- | ---- | ---- | ---- | ---- | ---- | ---- |
| Einwohner | 171  | 218  | 204  | 201  | 198  | 188  | 268  | 245  |